# Vila do IAPI
La Vila do IAPI o Conjunto Residencial Passo d'Areia es un área urbana planeada, predominantemente residencial, de la ciudad de Porto Alegre, Brasil.  Se ubica en el barrio de Passo d'Areia y es tratada como un área de interés cultural para la ciudad por su valor arquitectónico e histórico.

## Historia
El Conjunto Habitacional Passo d'Areia, también conocido como Vila dos Industriários, fue llamado informalmente IAPI, en referencia al antiguo "Instituto de Aposentadorias e Pensões dos Industriários" que financiaba proyectos de vivienda popular en grandes ciudades brasileñas. El proyecto fue idealizado y su construcción supervisada por el ingeniero Edmundo Gardolinski. La Vila puede considerarse el condominio más antiguo del continente.
Gardolinski se inspiró en la idea de Ebenezer Howard de una ciudad jardín que, además de la creación de viviendas, preveía la creación de jardines, edificios públicos y culturales, escuelas, servicios y oportunidades de empleo, proporcionando a los trabajadores una mejor calidad de vida y una mayor independencia del centro de la ciudad.
La Vila fue construida entre 1942 y 1954, durante los gobiernos de Getúlio Vargas y la administración del alcalde Ildo Meneghetti para albergar a los trabajadores industriales. La zona está formada por un conglomerado de edificios y casas de arquitectura peculiar y similar. Vila do IAPI contaba entonces con 2,500 viviendas, 31 tiendas comerciales, una plaza para un mercado público, once plazas y jardines, una escuela, centros de distribución de leche, entre otros servicios. Fue inaugurada en 1953 por el entonces presidente de la República, Getúlio Vargas.
En esta villa nació la escuela de samba União da Vila do IAPI que era un pequeño bloco que desfilaba por las calles de IAPI formado por sus fundadores y la comunidad. Frente al piso donde vivió la cantante se encuentra el Largo Elis Regina, inaugurado en 2002, veinte años después de su muerte.